# Zona Tilā' al-'Alīi, Umm Al-Summaq și Khalda
Tla' Al-Ali este unul dintre districtele Guvernoratului Amman, Iordania.